# Carolina Garcia-Aguilera
Pour les articles homonymes, voir García et Aguilera.
Carolina Garcia-Aguilera, née le 13 juillet 1949 à La Havane à Cuba, est une femme de lettres américaine, auteure de roman policier.

## Biographie
En 1959, à la suite de la révolution cubaine, ses parents émigrent aux États-Unis. Elle fait des études à la Miss Porter's School (en), puis au Rolling College de Winter Park.  Elle étudie la linguistique à l'université de Georgetown, avant d'entreprendre des études en finance à l'université du Sud de la Floride où elle obtient un diplôme en 1983.
Afin d'écrire un roman policier, elle décide faire un stage dans une agence de détectives, mais après sa rencontre avec un ancien agent fédéral, ils fondent leur propre agence. Elle travaille pendant dix ans comme détective privée avant de se remettre à l'écriture.
En 1996, elle publie son premier roman, Bloody Waters et crée le personnage de Lupe Solano, détective privée à Miami, un peu bling-bling avec sa Mercedes rouge, ses tailleurs Armani, ses montres Cartier, son parfum Chanel et ses foulards Hermès. Ce premier roman est « déroutant et parfois grand-guignolesque, mais au charme indéniable ». Pour Claude Mesplède et Michel Amelin « Le meilleur atout de Garcia-Aguilera réside dans son don de nous faire découvrir une autre facette de la vie des habitants de Miami, celle des Cubains, riches ou pauvres, dont le nombre et le pouvoir s'étendent au point de constituer une nouvelle société américaine ».
En 2001, elle est lauréate du prix Shamus du meilleur roman pour Coup de chaud à La Havane (Havana Heat).

## Œuvre

### Romans

#### SérieUne enquête de Lupe Solano
- Bloody Waters (1996) Publié en français sous le titre Bloody Waters, Paris, Bourgois, coll. « Policiers Bourgois » (1997)  (ISBN 2-267-01409-2) ; réédition, paris, Éditions du Seuil, coll. « Points » no 536 (1998)  (ISBN 2-02-033024-5)
- Bloody Shame (1997) Publié en français sous le titre Bloody Shame, Paris, Bourgois, coll. « Policiers Bourgois » (1997)  (ISBN 2-267-01408-4) ; réédition, Paris, Éditions du Seuil, coll. « Points » no 606 (1999)  (ISBN 2-02-033023-7)
- Bloody Secrets (1998) Publié en français sous le titre Bloody Secrets, Paris, Bourgois, coll. « Policiers Bourgois » (1998)  (ISBN 2-267-01454-8) ; réédition, Paris, Éditions du Seuil, coll. « Points » no 651 (1999)  (ISBN 2-02-037544-3)
- A Miracle in Paradise (1999) Publié en français sous le titre Miracle au paradis, Paris, Bourgois, coll. « Policiers Bourgois » (1999)  (ISBN 2-267-01518-8)
- Havana Heat (2000) Publié en français sous le titre Coup de chaud à La Havane, Paris, Bourgois, coll. « Policiers Bourgois » (2001)  (ISBN 2-267-01589-7)
- Bitter Sugar (2001)
- Bloody Twist (2010)

#### Autres romans
- One Hot Summer (2002)
- Luck of the Draw (2003)
- Magnolia (2012)

### Nouvelles
- The Policy, dans l'anthologie Fifty Shades of Gray Fedora (2015)
- The Pearl of Antilles (2022)

## Prix et distinctions

### Prix
- Prix Shamus 2001 du meilleur roman pour Coup de chaud à La Havane (Havana Heat)[2]

### Nomination
- Prix Shamus 2023 de la meilleure nouvelle pour The Pearl of Antilles[2]

## Filmographie

### Adaptation
- 2009 : Sous le soleil de Miami (One Hot Summer), téléfilm américain réalisé par Betty Kaplan, adaptation du roman One Hot Summer

## Sources
: document utilisé comme source pour la rédaction de cet article.
- Claude Mesplède (dir.), Dictionnaire des littératures policières, vol. 1 : A - I, Nantes, Joseph K, coll. « Temps noir », 2007, 1054 p. (ISBN 978-2-910-68644-4, OCLC 315873251), p. 813